# Стрыенский, Тадеуш
Таде́уш Стры́енский (пол. Tadeusz Stryjeński, 29 августа 1849 года, Каруж, Швейцария — 3 июня 1943 года, Краков, Польша) — польский архитектор и реставратор памятников, член краковского Общества любителей изящных искусств и львовского Политехнического общества.

## Биография
Тадеуш Стрыенский родился 29 августа 1849 года в Каруже в семье участника польского восстания 1830 года и польского инженера Александра Стрыенского и француженки Паулины де Лесток. Окончил польскую школу в Батиньоли. С 1878 по 1872 изучал архитектуру в цюрихском Политехническом институте в классе Готфрида Земпера. В 1873 году обучался в Вене. C 1874 по 1877 год работал архитектором в Лиме, Перу. В 1877 году продолжил своё обучение в художественной школе «École des Beaux-Arts» в Париже.
В 1879 году открыл в Кракове собственное проектно-архитектурное бюро. В это же время был членом Комиссии истории искусства польской Академии знаний. C 1906 по 1910 год был директором Техническо-ремесленного музея в Кракове. В 1913 году вместе с Францишком Мончинским спроектировал для Техническо-ремесленного музея собственное здания на улице Смоленск, 9.
Стал первым польским архитектором, использовавшим в своих проект железобетонные конструкции.
В 1882 году отреставрировал Виллу Дециуша и спроектировал мебель для Коллегиума Новум Ягеллонского университета. С 1889 по 1891 год занимался реставрацией Мариацкого костёла и церкви Святого Креста.
В 1910 году был одним из проектантов и авторов плана Большого Кракова. После Первой мировой войны был одним из организаторов Общества друзей Франции, за что получил орден Почётного легиона.
Был отцом польского архитектора Кароля Стрыенского и врача Владислава Стрыенского.

## Творения
- Дворец Старшевских на улице Старшевского (1885 г.);
- Собственный дом на улице Стефана Батори, 12 (1882—1883 гг.);
- Дворец Володковичей на улице Любич, 4;
- Здание Фонда имени Александра Любомирского (сегодня — Краковский университет экономики) на улице Раковицкой, 27 — в соавторстве с Владиславом Экельским;
- Здание повятовой Сберегательной кассы на улице Пиярской, 1 (1897—1899 гг.);
- Здание Главной почты на улице Вестерплятте, 20 — в соавторстве с Каролем Кнаузе;
- Дом на улице Детла, 109;
- Торгово-промышленная палата (сегодня — Дом под глобусом) на улице Длугая, 1 — в соавторстве с Францишком Мончинским;
- Реставрация фасада Старого театра (1904—1906 гг.);
- Проект «Bazar Polski» (сегодня называется как Дворец Печати) на улице Велёполе, 1 (1903—1905 гг.);
- Церковь и монастырь босых кармелитанок на улице Лобзовской, 40.